# Raji: An Ancient Epic
Raji: An Ancient Epic est un jeu vidéo d'action-aventure développé par Nodding Heads Games. Il est sorti en août 2020 pour Microsoft Windows via Steam, et sortira plus tard en 2020 sur Xbox One, PlayStation 4 et Nintendo Switch.

## Développement
Raji: An Ancient Epic est le premier jeu développé par Nodding Heads Games basé à Pune, Maharashtra, en Inde. Le jeu a été développé par une équipe de 13 personnes. Une équipe de 6 personnes à Nodding Heads Games a commencé le développement sur Raji: An Ancient Epic en janvier 2017,. Les développeurs ont cité Bastion et Journey comme étant des influences principaux sur le jeu, ainsi que God of War, Ico, Brothers: A Tale of Two Sons et Dark Souls,. Nodding Heads Games a tenté d'obtenir un financement pour le jeu via Kickstarter avec un objectif de financement de 120 000 £ en 2017. La campagne a recueilli plus de 66 000 £, mais n'a pas atteint son objectif de financement,. Une démo de 20 minutes du jeu a été mise à disposition en téléchargement gratuit le 8 novembre 2017 aux côtés du Kickstarter, et était également jouable à l'Indian Games Expo 2017 et à la Nasscom Game Developer Conference 2017.
Raji a été inclus dans le Square Enix Collective en octobre 2017. Le jeu a été développé pour Microsoft Windows. Le cofondateur et concepteur principal de Nodding Heads Games, Avichal Singh, a déclaré en novembre 2017 qu'ils prévoyaient également de sortir le jeu sur consoles. Il a déclaré qu'ils avaient entamé «la conversation sur le dev kit» avec Microsoft mais n'avaient pas encore contacté Sony ou Nintendo. Il a ajouté: «C'est une question de contraintes que nous suivons pour nous assurer que le jeu fonctionne sur ces plates-formes car elles ont des contraintes techniques. Tant qu'ils pourront s'en tenir à cela, nous serons bons. Unreal Engine 4 rend la vie un peu plus facile. Vous avez également des options de portage direct.".
Nodding Heads Games a annoncé un partenariat avec l'éditeur de jeux Super.com en mars 2019. Le jeu a été présenté lors de la conférence annuelle des développeurs de jeux en Inde à Hyderabad, Telengana en octobre 2019. Une nouvelle démo du jeu a été mise à disposition via Steam le 23 mars 2020. Une démo Xbox One du jeu est sortie en juillet 2020 dans le cadre du Xbox Summer Game Fest.